# Ampelocera verrucosa
Ampelocera verrucosa là một loài thực vật có hoa trong họ Ulmaceae. Loài này được Kuhlm. mô tả khoa học đầu tiên năm 1925.